# Дія (театр)
Ді́я чи акт (лат. actus — дія) — закінчена частина драматичного твору. Вистава, після якої настає антракт. Дія зазвичай поділяється на яви, картини або епізоди. Вперше поділ на дії введено в античному грецькому, а згодом у римському театрі, в якому вистава складалася з 5 дій.